# 우르바시 라우텔라
우르바시 라우텔라(힌디어: उर्वशी रौतेला, 영어: Urvashi Rautela, 1994년 2월 25일 ~ )는 인도의 배우, 모델이다. 2015 미스 유니버스 인도 대표이다.

## 출연 작품
- 헤이트 스토리 4 (2018)